# 扶柳県
扶柳県（ふりゅう-けん）は中華人民共和国河北省にかつて存在した県。現在の衡水市冀州区北西部の扶柳城に相当する。
前漢により設置された。南北朝時代、北斉により廃止され、管轄区域は信都県に編入された。